# Young British Artists
Young British Artists, YBA eller Unga Brittiska Konstnärer är en grupp konstnärer som jobbar i en mängd olika tekniker och medier baserade i Storbritannien, många av dem har studerat vid Goldsmiths College i London. Termen Young British Artists kommer från en utställning med samma namn på Saatchi Gallery 1992 och framåt. YBA har blivit en historisk term och de flesta av konstnärerna är nu inte så unga längre. Konstnärerna blev kända för sina chock-metoder, sitt användande av skräpmaterial och sitt vilda leverne. De fick stor plats i media och dominerade den brittiska konstscenen under 1990-talet.
Namnkunniga konstnärer som har sagts tillhöra gruppen är Damien Hirst, Tracey Emin, Angus Fairhurst och Fiona Rae.

## Lista över YBAs
- Fiona Banner
- Christine Borland
- Simon Callery
- The Chapman Brothers - Dinos & Jake
- Adam Chodzko
- Tacita Dean
- Tracey Emin
- Liam Gillick
- Douglas Gordon
- Marcus Harvey
- Martin Maloney
- Steve McQueen
- Chris Ofili
- Marc Quinn
- Jenny Saville
- Georgina Starr
- Sam Taylor-Wood
- Gavin Turk
- Keith Tyson
- Gillian Wearing
- Rachel Whiteread
- Jay Jopling